# Neuberzdorf
Neuberzdorf war eine Bergarbeitersiedlung in der Gemeinde Schönau-Berzdorf auf dem Eigen, die im 20. Jahrhundert sowohl gegründet als auch wieder aufgegeben wurde.

## Geschichte
Die Siedlung entstand 1920 im Zusammenhang mit der Erschließung eines Braunkohletagebaus in Berzdorf auf dem Eigen an der westlichen Flurgrenze zur damaligen Nachbargemeinde Schönau auf dem Eigen. Durch die Siedlungsgemeinschaft Bergmannsheim wurden 20 Doppelhäuser errichtet.
Nach der dem Zweiten Weltkrieg folgenden Bodenreform entstanden zwischen 1946 und 1950 sechs Neubauernhöfe. Weitere sechs Wohnhäuser für Bergarbeiter wurden 1950/1951 durch das wiedereröffnete Braunkohlewerk errichtet. Die LPG baute 1965/1966 drei Wohnblöcke mit 20 Wohnungen für Genossenschaftsbauern. Des Weiteren wurden drei Kuhställe mit einer Kapazität für 240 Kühe gebaut.
In den Jahren 1989/1990 wurde Neuberzdorf devastiert, um Platz für die Außenhalde des Tagebaus Berzdorf zu schaffen. Dabei wurden nach amtlichen Angaben 185 Personen umgesiedelt. In diesem Zusammenhang wurden in Schönau vier Doppelhäuser und zwei Wohnblöcke am südlichen Ortsausgang gebaut.
Bis zum 30. Dezember 1995 wurde Neuberzdorf als Ortsteil der Gemeinde Schönau-Berzdorf auf dem Eigen geführt. Danach wurde er mit dem Ortsteil Schönau-Berzdorf a. d. Eigen, zusammengeschlossen, so dass dieser dem Gemeindegebiet vor der Eingemeindung von Kiesdorf auf dem Eigen entspricht.
Namentlich erinnert die Neuberzdorfer Höhe mit dem gleichnamigen Aussichtsturm an die Siedlung.